# フリーダ・フロム＝ライヒマン
フリーダ・フロム＝ライヒマン（Frieda Fromm-Reichmann、1889年10月23日 - 1957年4月28日）は、ドイツ生まれの精神科医、主に1930年代以降のアメリカ合衆国で活躍した。

## 生涯
カールスルーエで誕生。ユダヤ人銀行家の家庭であった。
1923年にマックス・ホルクハイマーと共にフランクフルト精神分析研究所を設立する。
1935年にナチスからの圧迫を理由に、パレスチナを経由してアメリカ合衆国に渡る。同年より、チェスナット・ロッジ病院で働くようになる。
1942年より同病院で精神分析部門の部長となり、その後1957年に死去するまで留まった。

## 人物
心理学者エーリヒ・フロムと結婚。離婚後も交友関係は続いた。
1948年の論文により「分裂病を作る母（Schizophrenogenic mother）」概念の提唱者とされている。

## 著作
- 積極的心理療法 その理論と技法 （誠信書房）

### 共著・寄稿
- 精神病者の魂への道 [単行本] G.シュヴィング（みすず書房） 序文を担当

## 関連人物
- ヒルデ・ブルック